# 2100-talet (decennium)
Denna artikel handlar om decenniet 2100-talet, åren 2100–2109. För seklet 2100-talet, åren 2100–2199, se 2100-talet.
2100-talet kommer att bli ett decennium som startar fredagen den 1 januari 2100 och slutar tisdagen den 31 december 2109.

## Händelser

### 2100
- Den 14 mars (29 februari i den julianska kalendern), är skillnaden mellan julianska kalendern och den gregorianska kalendern 14 dagar. Då 14 är delbart med 7, blir detta första gången i historien sedan båda dessa kalendrar funnits som båda kalendrarna har samma veckodag. Detta kommer att pågå till den 28 februari 2200.
- Kring 2100 beräknas 12 % (cirka 1 250) av fågelarterna som fanns kring år 2000 vara utrotade, detta enligt rapporten Proceedings of the National Academy of Sciences, 4 juli 2006.
- FN:s klimatpanels klimatberäkningar sträcker sig fram till detta år, och den beräknade 2007 att havsnivåökningen medför en havsnivå på 0,2–0,8 meter över nivån år 2000.

### 2107
- Sista året som finns med i FAT.

### 2108
- 12 maj – Merkuriuspassage.

## Fiktiva händelser

### 2100
- Nivån "Starbase: Where No Turtle Has Gone Before" i videospelet Teenage Mutant Ninja Turtles: Turtles in Time från 1992 utspelar sig detta år.
- 1 januari, startdatum för rollspelet Transhuman Space.
- 4 juli: RTS-spelet Warzone 2100 börjar denna dag.

### 2104
- Apokalypskriget utkämpas, och cirka 900 miljoner dödas, i serien Judge Dredd .

### 2105
- Tionde säsongen av Teenage Mutant Ninja Turtles (2003), känd som Teenage Mutant Ninja Turtles: Fast Forward, utspelar sig 2105.
- I serien Time Warp Trio, är 2105 året då flickorna Jodie, Freddi, och Samantha lever.
- I Animatrix, är 2105 året då Operation Dark Storm antas inträffa.

### 2108
- Notts County 3.0 (en utbrytarklubb från Notts County 2.0) grundas, i serien om Notts County 2.0.